# سفارة السويد في التشيك
سفارة السويد في التشيك هي أرفع تمثيل دبلوماسي لدولة السويد لدى التشيك. تقع السفارة في براغ وهي تهدف لتعزيز المصالح السويدية في التشيك.

## وصلات خارجية
- الموقع الرسمي
- قائمة سفارات السويد
- قائمة السفارات في التشيك